# Улица Коломникова
Улица Коломникова — улица в Москве в районе Печатники Юго-Восточного административного округа от Шоссейной улицы.

## Происхождение названия
Проектируемый проезд № 5179 получил название «улица Коломникова» в октябре 2015 года. Улица названа в память о первом генеральном директоре объединения АЗЛК-«Москвич», внёсшем значительный вклад в развитие советского автомобилестроения, Валентине Коломникове (1930—1992)

## Описание
Улица начинается от Шоссейной улицы, проходит на северо-запад параллельно Волгоградскому проспекту, который идёт справа от улицы. Слева от улицы расположены корпуса завода АЗЛК. Заканчивается тупиком.